# Arcticoidea
Arcticoidea zijn een superfamilie uit de superorde Imparidentia.

## Families
- Arcticidae (Newton, 1891)
- † Pollicidae (Stephenson, 1953)
- Trapezidae (Lamy, 1920)
- † Veniellidae (Dall, 1895)